# Jarabica
Jarabica (938 m n.p.m.) – szczyt w Górach Kremnickich w Centralnych Karpatach Zachodnich na Słowacji. Najwyższy szczyt tzw. Gór Kuneszowskich (słow. Kunešovská hornatina), położony w ich południowej części.
Szczyt Jarabicy leży ok. 2,5 km na północny zachód od centrum Kremnicy. Jarabica uznawana jest za jedną z siedmiu gór, na których w średniowieczu rozwinęła się działalność górnicza, będąca siłą napędową rozwoju miasta. Jej trawiasty masyw z grupą drzew na wierzchołku jest charakterystyczną dominantą miasta, a jednocześnie świetnym punktem widokowym na Kremnicę i jej okolice.
„Jarabica” to po słowacku kuropatwa. Nazwa związana jest ze starą legendą, według której pan zamku Šášov, będąc w tej okolicy na polowaniu, ustrzelił z łuku kuropatwę, w której wolu znalazł grudki złota. Zdarzenie to miało stać się początkiem sławy Kremnicy jako największego w środkowej Europie ośrodka wydobycia złota.